# Кэри, Дэн (кёрлингист)
Дэ́ниел Дж. «Дэн» Кэ́ри (англ. Daniel J. "Dan" Carey; 19 марта 1954, Виннипег, Манитоба, Канада) — канадский кёрлингист и тренер по кёрлингу.
Играл на позиции третьего.
После завершения карьеры игрока занялся тренерской работой; в числе прочего несколько лет тренирует команду своей дочери, Челси Кэри.

## Достижения
- Чемпионат мира по кёрлингу среди мужчин: бронза (1992).
- Чемпионат Канады по кёрлингу среди мужчин: золото (1992), серебро (1997).
- Канадский олимпийский отбор по кёрлингу: бронза (1997).

## Команды
| Сезон                                          | Четвёртый      | Третий   | Второй       | Первый           | Запасной         | Турниры              |
| ---------------------------------------------- | -------------- | -------- | ------------ | ---------------- | ---------------- | -------------------- |
| 1991–92                                        | Вик Петерс     | Дэн Кэри | Крис Ньюфелд | Дон Радд         | John Loxton (ЧК) | ЧК 1992 · ЧМ 1992    |
| 1992–93                                        | Вик Петерс     | Дэн Кэри | Крис Ньюфелд | Дон Радд         | John Loxton      | ЧК 1993 (4 место)    |
| 1994–95                                        | Вик Петерс     | Дэн Кэри | Крис Ньюфелд | Дон Радд         |                  |                      |
| 1995–96                                        | Dale Duguid    | Дэн Кэри | Russ Hayes   | Russ Hayes       |                  |                      |
| 1996–97                                        | Вик Петерс     | Дэн Кэри | Крис Ньюфелд | Scott Grant      | Дон Радд         | ЧК 1997              |
| 1998–99                                        | James Kirkness | Дэн Кэри | Джим Спенсер | Рон Каммерлок    |                  |                      |
| Кёрлинг среди смешанных команд (mixed curling) |                |          |              |                  |                  |                      |
| 1982–83                                        | Билл Кэри      | Крис Мор | Дэн Кэри     | Marlene Cleutinx |                  | ЧКСК 1983 (?? место) |

(скипы выделены полужирным шрифтом)